# Stephen Stanton
Stephen Stanton (Augsburg, 22 augustus 1961) is een Amerikaanse stemacteur en visual-effects-artiest. Hij is onder andere bekend van zijn stemrollen als Sasha Nein in de videospellen Psychonauts en Psychonauts 2, Smitty, Needleman en George Sanderson in Monsters at Work, Admiral Raddus in de film Rogue One: A Star Wars Story en het tweede seizoen van de Disney+-serie Andor, Griff Halloran in de televisieserie Star Wars Resistance en Grand Moff Wilhuff Tarkin in de Star Wars-televisieseries Star Wars: The Clone Wars, Star Wars Rebels en Star Wars: The Bad Batch.

## Filmografie
Een selectie van de filmografie van Stephen Stanton: